# Призренский санджак
Призренский санджак (тур. Prizren Sancağı, алб. Sanxhaku i Prizrenit, серб. Призренски санџак) ― один из санджаков Османской империи с административным центров в Призрене. Был основан сразу после захвата Османской империи Призрена у Сербской деспотии в 1455 году. Остальная территория Сербии была завоевана после падения Смедерево в 1459 году и разделена на следующие санджаки: Вучитрнский санджак, Крушевацкий санджак и Смедеревский санджак. В начале первой Балканской войны в 1912 году территория Призренского санджака была занята войсками королевства Сербия и королевства Черногория. Согласно условиям Лондонского договора, подписанного 30 мая 1913 года, территория Призренского санджака была поделена между Сербией и Черногорией.

## Административное деление
Согласно регистру Османской империи 1571 года, в состав Призренского санджака входили пять нахий: Призрен, Хоча, Жежна, Трговиште и Бихор.
Основная часть территории, которая некогда принадлежала санджаку, сейчас входит в состав Косово (Призрен и Хоча), Сербии (Жежна, 20 км к юго-востоку от города Нови-Пазар) и самая малая часть ― Черногории (Бихор и Трговиште, что возле Рожае).

## Вилайеты Шкодер, Призрен и Косово
В 1867 году Призренский санджак был объединён с Дибринскийм санджаком и со Скадарским санджаком, и вместе они образовали вилайет Шкодер. В 1871 году Призренский санджак вошёл в состав вновь созданного Призренского вилайета. В свою очередь Призренский вилайет вместе Призренским санджаком вошла в состав Косовского вилайета, который был создан в 1877 году. Призрен стал административным центром Косовского вилайета.
Нишский и Пиротский санджаки вместе с Вране были отделены от Косовского вилайета и стали территорей княжества Сербия по итогам Берлинского конгресса в 1878 году. После этого Дибрский санджак был переведён в вилайет Манастир. После всех этих изменений Косовского Вилайета состоял из трех санджаков: Призренского, Скопского и Новопазарского. Несмотря на решение Берлинского конгресса о передаче контроля над Новопазарским санджаком Австро-Венгрии, он де-факто оставался под администрацией Османской империи.

## Младотурецкая революция
После Младотурецкой революции в 1908 году, в Османской империи прошли первые парламентские выборы, в том числе и в Призренском санджаке.

## Упразднение
До конца октября 1912 года, в ходе Первой Балканской войны Призренский санджак был занят войсками Королевства Сербии и Черногорией. По условиям Лондонского мирного договора подписанного в ходе Лондонской конференции 1913 года, его территория была разделена между Сербией и Черногорией.